# Serratia
Serratia is een geslacht van kevers uit de familie glimwormen (Lampyridae). Het geslacht werd voor het eerst wetenschappelijk beschreven in 2019 door Ballantyne.

## Soorten
- Serratia subuyania Ballantyne, 2019[1]